# Ginásio Parnaibano

Fotografia do Ginásio Parnaibano nos primeiros anos após a sua fundação, ocorrida em 1927.

O Ginásio Parnaibano, atual Colégio Estadual Lima Rebelo, foi fundado em 11 de junho de 1927 no município de Parnaíba, no Piauí, por empenho e dedicação do prefeito José Narcísio da Rocha Filho, a partir de concepção do professor e advogado José Pires de Lima Rebelo. Teve por objetivo inicial oferecer à juventude parnaibana, principalmente à masculina, o ensino secundário preparatório para cursos superiores, abrindo uma nova opção para os que não pretendiam voltar-se imediatamente ao magistério.
Foram também fundadores do Ginásio Parnaibano: Luiz Galhanone, Monsenhor Roberto Lopes Ribeiro, Alfredo Eduardo Amstein, Henriette Sotter, Carlos Souza Lima, Antônio Godofredo de Miranda, Mirócles Campos Veras (que veio também a ser prefeito de Parnaíba, nos períodos de 1934-1936 e 1937-1945), Francisco de Moraes Correia, Edson da Paz Cunha, José Euclides de Miranda, Constantino Correia e Tomaz Catunda.
O prefeito José Narcísio da Rocha Filho havia contratado o professor e educador Luiz Galhanone para orientar a educação primária em Parnaíba pelos modernos métodos praticados àquela época no estado de São Paulo, de onde era originário, entregando-lhe também a direção do Ginásio Parnaibano, na qual foi sucedido por Luiz Viana, Edson da Paz Cunha, José Pinto Meira de Vasconcelos, Clodoveu Felipe Cavalcante, José de Lima Couto, José Nelson de Carvalho Pires e Alexandre Alves de Oliveira.

## Ex-alunos
- Francisco de Assis Couto dos Reis (ou: Assis Reis), professor universitário e arquiteto brasileiro.[7][8][9]
- Renato Castelo Branco, bacharel em direito, professor universitário, escritor e publicitário brasileiro,[10][11][12][13][14] concludente da primeira turma (1932).